# Adeus, até ao Meu Regresso
Adeus, Até ao Meu Regresso é um documentário português de 1974, realizado por António-Pedro Vasconcelos.